# Heinemann (magdeburgisches Adelsgeschlecht)

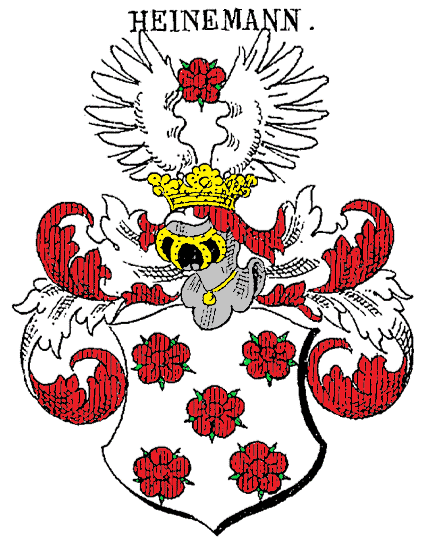
Wappen derer von Heinemann im Siebmachers Wappenbuch (nachkoloriert)

Heinemann ist der Name eines erloschenen magdeburgischen Adelsgeschlechts.
Die Familie ist zu unterscheiden von dem gleichnamigen, aber weder wappen- noch stammverwandten braunschweigischen Briefadelsgeschlecht Heinemann.

## Geschichte
Das Geschlecht besaß vom 15. bis Anfang des 18. Jahrhunderts Güter zu Sülldorf im Erzstift und Herzogtum Magdeburg. Auch im inzwischen wüstgefallenen Haldingsdorf und in Groß Salze hatte die Familie Besitz.
Die Stammreihe beginnt mit Peter von Heinemann zu Sülldorf (urkundlich 1475). Versippt war die Familie u. a. mit den von Beindorff, von Lau, von Angern, von Ingersleben, von Quoos. Valentin von Heinemann († 1700) hatte unter seinen zahlreichen Nachkommen fünf Söhne, von denen mehrere in preußische und kursächsische Militärdienste traten. Keiner der fünf war verheiratet, sodass das Geschlecht mit dem Tod von August Ludwig von Heinemann am 17. Januar 1710 im Mannesstamm ausstarb.

## Wappen
Blasonierung: In Silber fünf (2:1:2) ins Andreaskreuz gestellte rote Rosen. Auf dem gekrönten Helm mit rot-silbernen Helmdecken ein offener silberner Flug, zwischen den Flügeln eine rote Rose.